# Пандо Войнов
Пандо Григоров Войнов, назоваван още Пандо Вайна, Пандо Вайнас, Панделис Вайнас или Пандо Войната (на гръцки: Παντελής Βαϊνάς) е гръцки комунистически деец, български офицер, ръководител на славяномакедонските структури на Гръцката комунистическа партия (ГКП) в емиграция през 1952 – 1956 година.

## Биография
Войнов е роден в леринското, предимно патриаршистко село Сребрено в семейството на андартския капитан Григор Войнов на 2 май 1924 година. След 1941 година участва в гръцката комунистическа съпротива. Обучава се през 1943 – 1944 година в партизанската офицерска школа на ЕЛАС в Рендина, Тесалия.
След 1946 година е един от първите партизани на Демократичната армия на Гърция (ДАГ) в Гражданската война. Участва в различни операции на партизанската армия като командир на отряд, на батальон и на бригада. През юни 1947 година е сериозно ранен (в областта на сърцето) в битка до село Загоричани, като след възстановяването си, става командир на батальон. Назначен е за командир на легендарната 18-а бригада на ДАГ по време на двумесечните действия в Синяк, Червена гора, Горуша и Вич. През февруари 1949 година оглавява XI дивизия на ДАГ. С декрет на Временното демократично правителство от 26 ноември 1948 година е назначен за полковник в ДАГ.
След поражението на ГКП и ДАГ от август 1949 година, Пандо Войнов емигрира в Източна Европа. Участва дейно в живота на гръцката политическа емиграция. Председател на организацията „Илинден“, предназначена за „славяномакедонската“ част от гръцката комунистическа емиграция в Румъния, Унгария, Чехословакия и Полша (април 1952 – юни 1956). Длъжност, която той самият отрича да е заемал.
Завършва Военната академия „Фрунзе“ в СССР. Преселва се в България около 1958 година и служи в БНА. Преподавател във Военната академия „Георги Раковски“, генерал-майор, доктор на науките, доцент. Награден е с ордена „Народна република България“ I степен. От 1978 до 1983 г. е началник на катедра „Обща тактика“, а впоследствие декан на факултет „Общовойскови“, а след това и заместник-началник на Академията. Изследователят Костас Алексиу се среща с Войнов в София през 1996 г. и го интервюира. Той е пенсиониран и финансовото му положение е тежко. Социалистическата система се е разпаднала и Войнов е зает с мисли какво се е объркало. Той обаче отказва да обсъжда вътрешнопартийните въпроси на Гръцката комунистическа партия.
Пандо Войнов се представя като лоялен комунист и дисциплиниран военен, предан на Гръцката комунистическа партия. Чужд е на домогванията на ЮКП и нейния агресивен проюгославски македонизъм. Последните десетилетия от живота си прекарва в България, но остава тясно обвързан с гръцката политемигрантска общност.